# Міт Лоф
Міт Лоф (Meat Loaf), справжнє ім'я Марвін Лі Ейдей (Marvin Lee Aday; 27 вересня 1947, Даллас, Техас, США — 20 січня 2022) — вокаліст, композитор, автор текстів, продюсер, актор.

## Творчий шлях
Прізвисько Meat Loaf (м'ясний рулет чи м'ясна котлета) Марвін отримав ще у шкільні роки від свого тренера через свою огрядність та неповороткість. З часом це прізвисько перетворилося на його артистичний псевдонім, коли 1966 року Міт Лоуф дебютував як лідер каліфорнійської психоделічного гурту Meat Loaf Soul.
Незабаром ця формація, що виступала у локальних клубах та відкривала виступи таких виконавців, як The Who, Тед Ньюджент та The Stooges, змінила назву на Popcorn Blizzard. 1969 року Міт Лоф після прослуховування отримав невеличку роль у мюзиклі Гелта Макдермота, Джерома Регні та Джеймса Радо «Hair». Під час цієї роботи він познайомився з соул-співачкою Стоуні (Stoney), з якою через два роки записав для фірми «Rare Earth» альбом «Stoney & Meat Loaf». 3 цієї платівки походив хіт-сингл «What You See Is What You Get», що потрапив у нижню частину американського чарту. Тим часом Міт Лоф приєднався до гастролей мюзиклу «Hair», а коли 1974 року мюзикл зник з афіш, то Міт Лоф отримав роль у мюзиклі «More Than You Deserve», написаному Джимом Стейнманом та поставленим ньюйоркським музичним театром «Rainbow». Наступного року він зіграв роль Едді у бродвейській виставі Річарда О'Брайна «The Rocky Horror Picture Show», a також в однойменному фільмі, який зняв Джим Шермен.
1976 року Тед Ньюджент запросив Міт Лоф як вокаліста для запису свого альбому «Free For All», а трохи пізніше Міт Лоф разом з Стейнманом приєднався до турне комедійного гурту National Lampoon Roadshow.
На початку 1977 року Міт Лоуф та Стейнман почали співпрацю над черговим великим проєктом — рок-оперою «Neverland». Після відмови від цього проєкту фірми «RCA» вони потрапили до «Epic Records», керівництву якої та продюсеру цієї фірми Тедду Рандгрену сподобалась демо-плівка. Наприкінці того ж року за допомогою гурту Брюса Спрінгстіна Е Street Band та вокалістки Еллен Фоулі Міт Лоуф та Стейнман реалізували свої задуми, записуючи лонгплей «Bat Out Of Hell» (таку нову назву мав цей проєкт). Протягом півроку цю платівку публіка ігнорувала, хоча Міт Лоуф багато виступав. Проте нарешті настав переламний момент, коли альбом потрапив до британського «Тор 10», американського «Тор 20» та на перші місця чартів багатьох країн. У британському чарті платівка трималась цілих 395 тижнів, а в американському 88. Продано її було тиражем понад 25 мільйонів примірників. Така цифра принесла альбому третє місце у чарті лонгплеїв, що найкраще продавались за всі часи.
1979 року Міт Лоф знявся у фільмі « Americathon» (режисер Ніл Ізраель), а 1980-го зіграв роль у «Roadie» (режисер Алан Рудольф), проте на музичний ринок він повернувся лише 1981 року разом з довгоочікуваним альбомом «Dead Ringer». Ця платівка була продовженням попередньої. Як і на «Bat Out Of Hell» головним автором виступав Джим Стейнман. Платівка мала прекрасне аранжування, хоральний гімн та запальний рок-н-рол. Заглавна пісня з цього альбому потрапила до британського «Тор 5», а сам альбом очолив у цій країні чарт лонгплеїв. Натомість у США його зустріли набагато гірше (45 місце).
Однак незабаром шляхи Міт Лофа та Стейнмана розійшлися, що призвело до зменшення загального рівня записів. Проте часті гастролі Міт Лофа Європою допомогли його черговим альбомам — «Midnight At The Lost & Found» та «Bad Attitude» — потрапити до британської першої десятки.
1986 року поряд з Міт Лофом у студії з'явився Джон Парр, але записаний у дуеті сингл «Rockn'Roll Mercenaries» не став, на жаль, великим хітом (лише у Британії посів 31 місце), хоча в цілому альбом був найкращою роботою, запропонованою автором після розриву з Стейнманом. Також у цей період Міт Лофу якнайкраще вдавались концертні виступи. 1987 року на музичному ринку з'явився концертний альбом «Meat Loaf Live», записаний на лондонському стадіоні «Wembley», і який пропонував дуже цікаві версії найкращих творів артиста.
1990 року співак уклав нову угоду з фірмою «Virgin Records» і поновив співпрацю з Джимом Стейнманом. Однак записана разом платівка з'явилась лише 1993 року і була спробою скористуватись успіхом п'ятнадцятирічної давності, про що однозначно свідчила її назва — «Bat Out Of Hell II — Back Into Hell». Проте обраний шлях виявився вірним. Альбом очолив чарти Британії та США і розійшовся у кількості понад два мільйони примірників, а сингл «I'd Do Anything For Love», що походив з цього альбому, потрапив на вершину чартів майже всіх країн світу. Продовження смуги вдачі у Міт Лофа підтвердило його чергове видання — «Welcome To The Neighbour Hood» (3 місце у Британії та 17-е у США).
Ще одна поява в кіно - роль товстуна у знаменитому фільмі "Бійцівський клуб" (1999 рік) режисера Девіда Фінча. Він зіграв Роберта Полсона (Боба), який зустрічає головного героя в одній з груп підтримки. За сюжетом, Боб раніше займався бодібілдингом, але через зловживання гормональними препаратами і стероїдами захворів: йому видалили тестикули. А через надлишок естрагену у бідолахи вирослим великі жіночі груди. Ось таким він і зустрічає Тейлора Дерстена. А той, відповідно, саме на грудях Боба вперше відчуває полегшення, розплакавшись. На цьому історія бунтівника могла б закінчитись, якби не з'явилась Марла... Але ніт. Персонаж Боба зіграв не лише гарну роль другого плану, але й надав сенсу всій справі... і ось як все було далі. Згодом товстий Боб приєднується до клубу. Наприкінці фільму гине від пострілу в голову. "Тільки загинувши, ми здобуваємо право на власне ім'я!" - вирішують решта підпільних бійців. Це стає початком революції...
Рік 2002 - блискавична роль у фільмі "Формула 51" поруч із Семюелем Ель Джексоном. Музикант зіграв ексцентричного наркобарона Лізарда (Lizard), який ганяється за рецептом нового чудо-наркотика. Це вже повноцінна роль другого плану. Дотепна комедія Ронні Ю з елементами екшину і бойовика виконана в стилі Гая Річі. Чимало сатиричних моментів на тему "любові" янкі і бритів, тупуваті скінхеди, любов та гроші. Великі гроші. І дотепний фінал після перших титрів. Не прогавте побачити епізод на 9 лунці.

## Дискографія
| - [1977] «Bat Out Of Hell» - [1981] «Dead Ringer» - [1983] «Midnight At The Lost And Found» - [1984] «Bad Attitude» - [1986] «Blind Before I Stop» - [1993] «Bat Out Of Hell II: Back Into Hell» - [1995] «Welcome To The Neighborhood» - [2003] «Couldn't Have Said It Better» - [2006] «Bat Out Of Hell III: The Monster Is Loose» - [2010] «Hang Cool Teddy Bear» | - [1987] «Live at Wembley» - [1996] «Live Around the World» - [1999] «VH1: Storytellers» - [2004] «Bat Out Of Hell: Live with the Melbourne Symphony Orchestra» - [1971] «Stoney & Meatloaf» - [1998] «The Very Best Of Meat Loaf» | - [1986] «Bad Attitude — Live!» - [1999] «VH1: Storytellers» - [2004] «Meat Loaf — Live with the Melbourne Symphony Orchestra» - [2007] «3 Bats Live» - [2009] «Bat Out Of Hell: The Original Tour» |

## Фільмографія
| Рік  |   | Українська назва            | Оригінальна назва              | Роль                |
| ---- | - | --------------------------- | ------------------------------ | ------------------- |
| 1975 | ф | Шоу жахів Роккі Хоррора     | The Rocky Horror Picture Show  | Едді                |
| 1979 | ф | Сміттєве полювання          | Scavenger Hunt                 | Скам                |
| 1979 | ф |                             | Americathon                    | Рой Будніц          |
| 1980 | ф |                             | Roadie                         | Тревіс В. Редфіш    |
| 1986 | ф |                             | Out of Bounds                  | Гіл                 |
| 1986 | ф |                             | The Squeeze                    | Тітус               |
| 1991 | ф | Моторама                    | Motorama                       | Верн                |
| 1992 | ф | Світ Вейна                  | Wayne's World                  | "Tiny"              |
| 1992 | ф | Пістолет у сумочці Бетті Лу | The Gun in Betty Lou's Handbag | Лоуренс             |
| 1997 | ф | Спайс Ворлд                 | Spice World                    | Денніс              |
| 1998 | ф | Чорний пес                  | Black Dog                      | "Red"               |
| 1998 | ф | Велетень                    | The Mighty                     | Іггі                |
| 1999 | ф | Бійцівський клуб            | Fight Club                     | Роберт "Боб" Полсон |